# 大垣液化ガス
大垣液化ガス株式会社（おおがきえきかガス）は、かつて存在した日本のLPガス事業者。1963年に大垣瓦斯のLPガス卸売部門が分離して設立。岐阜県大垣市に本社を置いていたが、2010年（平成22年）4月に親会社である大垣瓦斯に吸収合併された。大垣市及びその周辺を主な営業エリアとしており、経営理念として「信頼の炎」を掲げていた。

## 沿革
- 1963年（昭和38年） - 大垣瓦斯のLPガス卸売部門が分離され大垣液化ガス株式会社が設立された。
- 1964年（昭和39年） - 大垣瓦斯のLPガス直売部門の事業を譲り受けた。
- 1965年（昭和40年） - 本社を大垣市寺井町に移転した。
- 1977年（昭和52年） - 本社を現在の場所に移転した。
- 2010年（平成22年） - 大垣瓦斯に吸収合併される。

## 出張所
- 揖斐出張所（岐阜県揖斐郡揖斐川町）
- 関ヶ原出張所（岐阜県不破郡関ケ原町）
- 可児出張所（岐阜県可児市）